# Битва за Шушу (2020)
Битва за Шушу (азерб. Şuşa uğrunda döyüşlər), Шушинская операция (азерб. Şuşa əməliyyatı) — бои за установление контроля над стратегически важным городом Шушой в Нагорном Карабахе, один из ключевых эпизодов Второй карабахской войны. В боях принимали участие вооружённые силы Азербайджана с одной стороны и вооружённые силы непризнанной Нагорно-Карабахской Республики (НКР) и Армении с другой.
Шуша, большинство населения которой в советское время составляли азербайджанцы, располагается в гористой местности, и, несмотря на то, что сопротивление армянских сил к моменту начала битвы ослабло, наступление к городу не было стремительным. В результате азербайджанцы без тяжёлой техники по горам дошли до Шуши, и после боёв в районе города он оказался в их руках. Взятие города Шуша, потенциально давшее возможность для окружения города Степанакерта  с перспективой перехода всей территории Нагорного Карабаха под азербайджанский контроль, стало решающим событием в конфликте, в результате чего война закончилась и Азербайджан зафиксировал успех.
3 декабря 2020 года президент Азербайджана Ильхам Алиев подписал распоряжение об учреждении Дня Победы в Азербайджанской Республике, в соответствии с которым ежегодно день, когда азербайджанская армия взяла под полный контроль город Шушу, 8 ноября будет отмечаться в Азербайджане как «День Победы».

## Ход операции
Перелом в конфликте наступил после того, как в начале октября Азербайджану удалось взять город Джебраил. Спустя несколько дней пал Гадрут, крупный населённый пункт, расположенный на территории собственно Нагорного Карабаха. С падения Гадрута азербайджанские войска стали продвигаться более интенсивно, а армяне — отступать. После Джебраила и Гадрута Азербайджан взял под контроль Физули, Зангелан, Кубатлы. Целями этого наступления были город Лачин, через который проходит шоссе, связывающее Шушу и Ханкенди(Степанакерт) с Арменией, а также сам город Шуша.
Азербайджанские наступательные операции сильно подорвали способности Армении перебрасывать силы и припасы, поэтому за исключением очень небольшого количества регулярных армейских частей, для отправки в бой были доступны только легковооружённые и плохо обученные резервисты и ополченцы.

### Бои на подступах к городу
Массовое движение азербайджанских сил к окрестностям города началось 25 октября 2020 года. Согласно сообщениям, азербайджанский спецназ без огневой поддержки в течение пяти суток пешком продвигался из района Гадрута в сторону Шуши по лесам и оврагам, минуя армянские позиции, чтобы не быть обнаруженным противником. 
29 октября азербайджанский спецназ достиг села Чанахчи и смог занять его, оказавшись всего в 20 километрах от Шуши и Лачинского коридора, власти НКР в тот день сообщали о тяжёлых боях близ Чанахчи, Сигнаха и Карабулака, расположенных к юго-востоку от города. Вечером президент НКР объявил в видеообращении, что азербайджанская армия находится уже в пяти километрах от города Шуша. На следующий день Министерство обороны Армении сообщило об «интенсивных боях» в районе города, в частности близ села Дашалты.
4 ноября вокруг Шуши и окрестных лесных массивов образовался сильный туман, который с одной стороны препятствовал работе азербайджанских беспилотников, но с другой способствовал незаметному проникновению азербайджанских сил специального назначения. Причиной образования тумана послужили начавшиеся 28 октября в окрестностях Шуши лесные пожары, которые возможно были спровоцированы армянами в отчаянной попытке защититься от азербайджанских беспилотников, либо азербайджанцами с целью замаскировать проникновение спецназа. В тот же день власти НКР объявили о временном закрытии для гражданских лиц участка дороги Шуша—Лачин, ведущей из Армении в Нагорный Карабах, в связи с интенсивностью боёв в этом направлении.
Неделю в горном массиве и ущельях южнее города продолжались бои. Армянская сторона наносила артиллерийские удары и готовила засады против азербайджанских подразделений, пытавшихся продвинуться вверх к Шуше. Тем не менее, к 4 ноября азербайджанским силам удалось взять прочный контроль над горами южнее Шуши и дороги от Шуши в сторону Лачина, после чего они попытались быстрым броском сокрушить оборону города. Первый штурм, осуществлённый азербайджанской пехотой при поддержке танков и бронетранспортёров «SandCat», которые были отправлены вперёд по узкой дороге, закончился неудачей. Затем ударом РЗСО была накрыта вторая колонна вооружённых сил Азербайджана.
В ночь на 5 ноября азербайджанский спецназ, разделённый  на группы по сто человек, чтобы приблизиться к городу с разных направлений, достиг дороги и вышел непосредственно к скале, на которой стоит Шуша. Начиная с этого момента прибывшие армянские подкрепления пытались выбить азербайджанский спецназ и подошедшие подкрепления азербайджанских сил, но им это не удалось. 5 ноября на дороге журналисты, работающие с армянской стороны, запечатлели ближний бой. Судя по геолокации видео, азербайджанцам удалось к тому времени расширить контроль над дорогой до окраины Шуши.
6 ноября высшие армянские лидеры, в том числе Аргишти Кярамян, назначенный командующим армянскими войсками в Шуше, покинули город.

### Взятие Шуши
Ночью 6 ноября под покровом тумана бойцы азербайджанского спецназа взобрались на крутые скалы и незаметно проникли в город. Оказавшись в городе, они заняли оборону и установили дополнительные блокирующие позиции и места для засад вокруг города, чтобы в дальнейшем предотвратить подвоз подкрепления для оборонявшихся армян.
Азербайджанцы образовали оборонительную линию в Шушинских лесах и смогли удержать свои позиции, отразив как минимум три попытки контратак со стороны армянских войск, пустивших в бой танки, боевые машины и БМП, после чего перешли в наступление, захватив здание Шушинской исполнительной власти и начав вытеснять армянские войска, зачищая здания и большие площади в городе. Битва за Шушу на этом этапе в конечном итоге свелась к ближнему бою «от здания к зданию». 7 ноября густой туман начал рассеиваться, что позволило азербайджанским беспилотникам вновь действовать по армянским целям. К полудню 7 ноября бо́льшая часть Шуши была под контролем азербайджанцев.
Корреспондент французской газеты Le Monde сообщил из Ханкенди(Степанакерта) о доставленных в госпиталь города десятках раненых военнослужащих, и, что «защитники Шуши разорваны в клочья». Остальные, по словам репортёра, спускались с гор «измождённые, не зная, смогут ли они вернуться в бой, бросая по пути свое обмундирование». Битва за Шушу, согласно газете, обернулась вечером в пятницу 6 ноября в пользу азербайджанских сил.
7 ноября Минобороны НКР сообщило об ожесточённых боях на участке Шуша—Дашалты. Днём же президент Азербайджана Ильхам Алиев объявил о взятии под контроль сёл Карабулак и Мошхмаат Ходжалинского района, расположенных к юго-востоку от города. 
В течение 7 ноября и ночи на 8 ноября из Карабаха поступали официально не подтвержденные сообщения о боях уже в самой Шуше, а не на подступах к ней. 7 ноября было снято видео, на котором армянские военные с окраин Шуши ведут огонь по противнику, находящемуся уже внутри города.
По информации военного источника информационного портала «Москва-Баку», утром 7 ноября подразделения Сил специального назначения Азербайджана ворвались в город с трёх сторон и сразу вступили в тяжёлые уличные бои, по сообщениям армянские силы внутри города насчитывали более двух тысяч военнослужащих, а также бронетехнику и тяжелую артиллерию. Сопротивление вооруженных сил Армении, по словам источника, было сломлено только во второй половине дня 7 ноября, а с утра 8 числа подразделения вооружённых сил Азербайджана продолжили наступление по нескольким направлениям, но уже вне города.

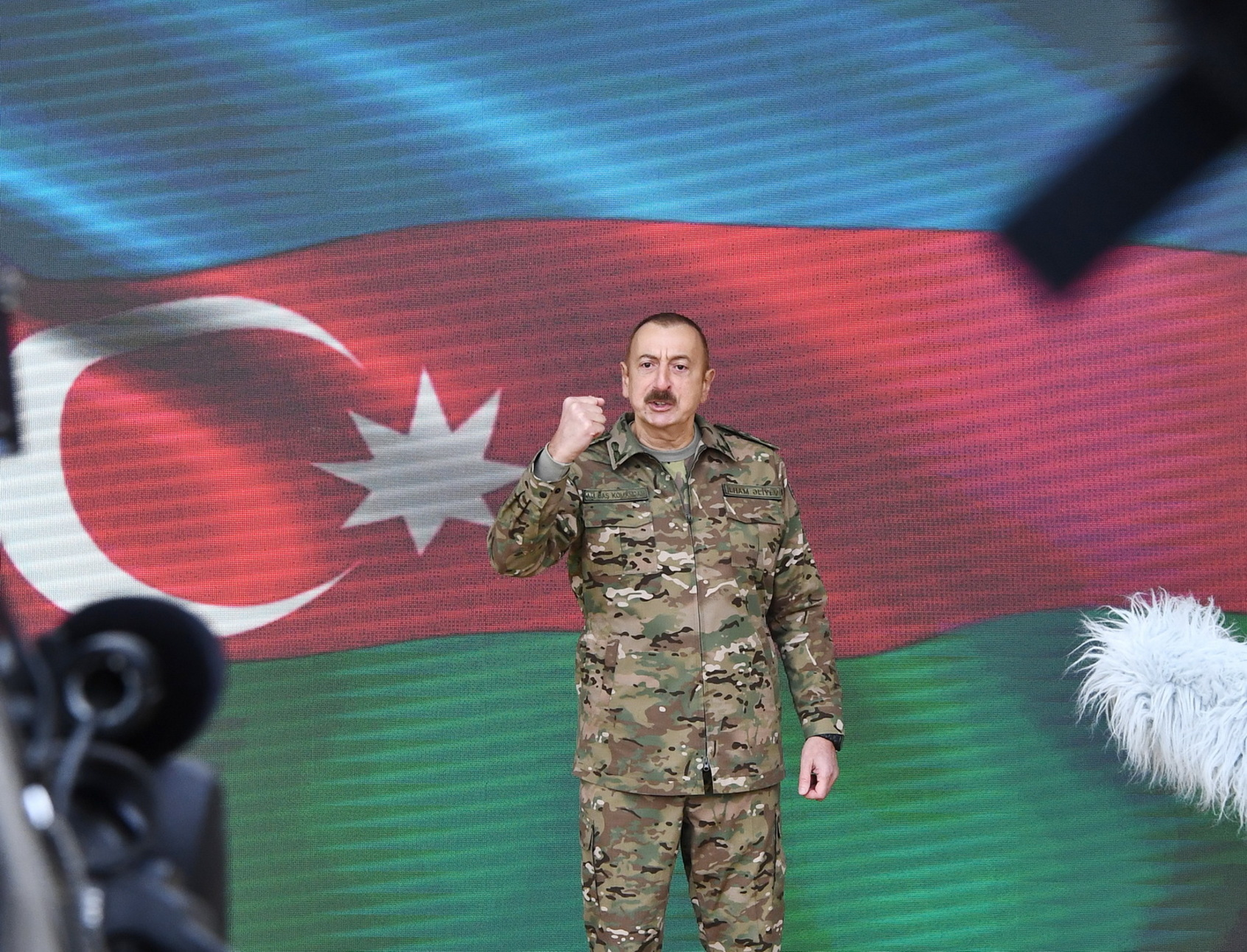
Президент Азербайджана Ильхам Алиев объявляет на Аллее шахидов в Баку об «освобождении города Шуша армией Азербайджана». 8 ноября 2020 года

8 ноября источник «Известий» на месте событий сообщил, что Шушу почти сдали Азербайджану, однако в Армении эту информацию опровергли. Там сообщили о непрерывных боях в пригороде Шуши. Наконец, днём президент Азербайджана Ильхам Алиев объявил об освобождении города Шуша, а позже поздравил командира соединений командующего Силами специального назначения Хикмета Мирзаева с освобождением Шуши. Представитель министерства обороны Армении Арцрун Ованнисян заявил в ответ, что Азербайджану «не удалось полностью взять город и отрезать всю идущую туда логистику».
9 ноября министерство обороны Азербайджана опубликовало видео из города Шуша. Это стало первым видео, подтверждающим, что подразделения азербайджанской армии действительно контролируют город. Чуть позже пресс-секретарь главы НКР подтвердил, что армянские силы больше не контролируют Шушу, а также, что противник «находится на подступах к Степанакерту(Ханкенди), и уже под угрозой существование столицы». Позднее премьер-министр Армении Никол Пашинян заявил, что бои за Шушу продолжаются. В этот же день президент Азербайджана Ильхам Алиев объявил о взятии азербайджанской армией под контроль расположенных к востоку и юго-востоку от Шуши сёл Демирчиляр, Чанахчи, Мадаткенд, Сигнах, Шушикенд и Мхитарикенд Ходжалинского района, а также села Дашалты Шушинского района, расположенного к югу от города.

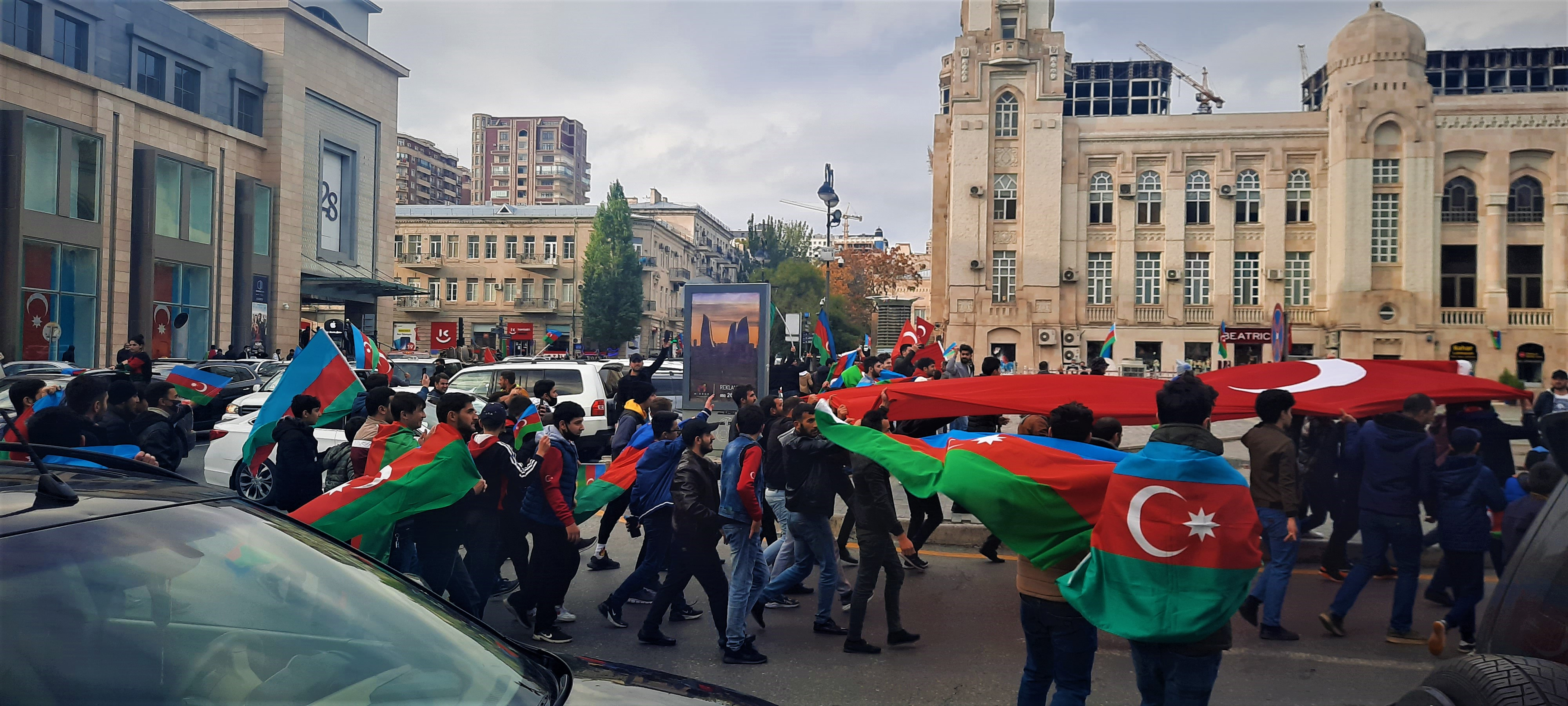
Люди на улицах Баку празднуют освобождение города Шуша. 8 ноября 2020 года

10 ноября 2020 года было опубликовано совместное заявление президента Азербайджана, премьер-министра Армении и президента России о полном прекращении огня и всех военных действий в зоне нагорно-карабахского конфликта с 00 часов 00 минут по московскому времени 10 ноября 2020 года. Соглашение о мире в Нагорном Карабахе, подписанное Арменией, Азербайджаном и Россией, предусматривало также оставления под контролем Азербайджана города Шуша. В этот же день президент НКР Араик Арутюнян признал, что армия НКР частично потеряла контроль над городом ещё 5 ноября, а полностью контроль над городом был утрачен 7 ноября. По словам президента России Владимира Путина, после того, как вооруженные силы Азербайджана взяли под контроль Шушу, для армянской стороны сложилась критическая ситуация, счёт шел на часы, возможно было взятие Степанакерта и дальнейшее продвижение азербайджанских войск, а потому в этих условиях немедленное прекращение боевых действий было в интересах армянской стороны.
13 ноября на окраине города в соответствии с соглашением был выставлен наблюдательный пост российских миротворцев 15-й отдельной мотострелковой бригады, к тому времени уже взявших под контроль Лачинский коридор, который, согласно заявлению, не должен затрагивать Шушу. Другой блокпост, расположенный на развилке автодороги Горис—Степанакерт у северного въезда в город, охраняли азербайджанские военнослужащие. Обмен телами погибших на поле боя вокруг города Шуша военнослужащих состоялся 14 ноября при посредничестве и участии российских миротворческих сил. 16 ноября премьер-министр Армении Никол Пашинян заявил, что за последние 2 дня из Шуши было вывезено свыше 300 тел погибших армянских военнослужащих.
10 декабря водружённый в Шуше флаг Азербайджана был вынесен на параде победы в Баку в качестве знамени Победы.

### Применение ОТРК «Искандер»
В феврале 2021 года, спустя несколько месяцев с окончания боевых действий, экс-президент Армении Серж Саргсян в своём интервью сказал:

Я не согласен с заявлениями о том, что «Искандер» не был применён [армянской стороной]. Это было в прессе, и у меня есть достоверная информация о том, что «Искандер» был применён, был применён в последний период войны, а более конкретно — в направлении Шуши.
Премьер-министр Армении Никол Пашинян комментируя это интервью, заявил что Саргсяну должно быть известно почему «ракеты „Искандера“ не взорвались или взорвались лишь на 10 %». Слова Пашиняна опроверг официальный представитель министерства обороны РФ Игорь Конашенков, который заявил: «По имеющимся у нас объективным и достоверным сведениям, подтвержденным в том числе системой объективного контроля, ни один из ракетных комплексов данного типа в ходе конфликта в Нагорном Карабахе не применялся». Конашенков также добавил, что Пашиняна «ввели в заблуждение».
В начале апреля начальник оперштаба агентства Азербайджанской Республики по разминированию (ANAMA) сообщил, что по номеру «9M723» удалось установить то, что две ракеты, обломки которых были найдены 15 марта в Шуше, были запущены из ОТРК «Искандер-М». Начальник генштаба Армении Артак Давтян отказался комментировать сообщение ANAMA, сославшись на то, что «информация не подлежит разглашению».

## Международные реакции
8 ноября, после заявления Алиева, президент Турции Реджеп Тайип Эрдоган поздравил Азербайджан, обращаясь к толпе в провинции Коджаэли, заявив, что, по его мнению, это «знак того, что остальные оккупированные земли тоже скоро будут освобождены». 9 ноября иранский депутат Ахмад Алирезабейги заявил, что «освобождение города Шуша от оккупации доказало восстановление справедливости», добавив, что он «горд и счастлив» по этому поводу. Посол Пакистана в Азербайджане также поздравил азербайджанцев.
9 ноября Франция выразила «очень серьёзную озабоченность по поводу военного наступления на город Шуши».
В январе 2021 года председатель правой турецкой партии ПНД Девлет Бахчели поздравил азербайджанцев с победой в Шуше.

## Медаль «За освобождение Шуши»

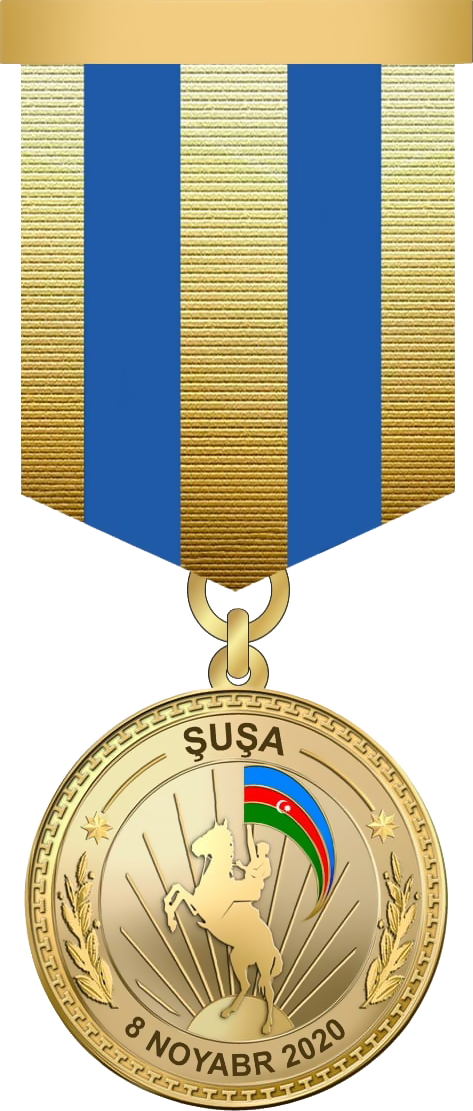
Медаль «За освобождение Шуши»

20 ноября 2020 года на пленарном заседании Милли Меджлиса Азербайджана был вынесен на обсуждение законопроект о внесении поправок в закон «Об учреждении орденов и медалей Азербайджанской Республики». В этот же день в первом же чтении была учреждена медаль «За освобождение Шуши». Законом Азербайджанской Республики от 26 ноября 2020 года было утверждено описание медали «За освобождение Шуши» Азербайджанской Республики, а 1 декабря президент Азербайджана Ильхам Алиев подписал указ о применении закона Азербайджанской Республики от 26 ноября 2020 года о положении медали «За освобождение Шуши». Медаль «За освобождение Шуши» вручается военнослужащим вооружённых сил Азербайджана, «принимавшим участие в боевых действиях по освобождению города Шуша Азербайджанской Республики».